# Prosper Delauney
Pour les articles homonymes, voir Delauney.
Prosper-Julien-Gabriel Delauney, également sous les formes de Launey, Delaunay, sieur de Bel-Air, né le 31 mars 1774 à Laval et décédé le 24 décembre 1837 à Laval, est un homme politique français.

## Biographie
Fils de Pierre Delauney, négociant, et de Jeanne Verger-Douineau, il est le frère de Léon Delauney, avocat et diplomate, il épousa sa cousine Clémence-Henriette Delauney de Fresney.
Il est négociant à Laval avant 1789. Il devient officier municipal de Laval en 1790. Il assiste à Brûlon aux premières expériences du télégraphe des frères Chappe, dont il est cousin. Claude Chappe réalisa sa première expérience publique de communication à distance entre Parcé-sur-Sarthe et Brûlon le 2 mars 1791. L'expérience consista à placer deux cadrans mobiles dotés d'aiguilles et de chiffres, appelés tachygraphe, installés respectivement dans son village natal de Brûlon, distant de 14 km, et le village de Parcé. L'expérience, qui consistait à envoyer un message dans chaque sens, fut réussie et authentifiée par un compte rendu officiel. Claude Chappe put, avec ces preuves de fonctionnement, se rendre à Paris pour promouvoir son invention.
Il est nommé, en août 1793, inspecteur du télégraphe. Sous le Premier Empire, il est membre du jury d'instruction. Il est désigné comme un des Grands notables du Premier Empire du département de la Mayenne.
Président du collège électoral de la Mayenne, il a été élu député aux élections législatives de 1816, par 109 voix sur 192 votants et 242 inscrits. Il est appelé le 23 août 1819 au conseil général des manufactures.
Le 11 septembre suivant, aux élections législatives de 1819, le collège de département de la Mayenne l'élut député ; il siégea au centre gauche, et quitte le parlement au renouvellement de 1824.
Candidat en 1827, il échoue face à Léon Leclerc dans le 1er arrondissement électoral du département de la Mayenne. Candidat, le 21 avril 1828, le 3e arrondissement électoral du département de la Mayenne l'élut député, en remplacement de Hyde de Neuville qui avait opté pour la Nièvre, contre Louis de Hercé. Delauney reprit sa place dans l'opposition libérale, et vota l'adresse des 221. Réélu aux élections législatives de 1830, il contribue à l'établissement de la monarchie de juillet.
Nommé par ordonnance du gouvernement de la monarchie de Juillet le 7 janvier 1831 comme membre du conseil général de la Mayenne, il est aux élections législatives de 1831, nommé député du 1er collège de la Mayenne. Il quitte la vie politique à la fin de la législature en 1834.
Il est président de la chambre de commerce de Laval et du collège électoral du département.

### Sources
- « Prosper Delauney », dans Adolphe Robert et Gaston Cougny, Dictionnaire des parlementaires français, Edgar Bourloton, 1889-1891 [détail de l’édition]